# Черниці (Мазовецьке воєводство)
Черниці (пол. Czernice) — село в Польщі, у гміні Опіноґура-Ґурна Цехановського повіту Мазовецького воєводства.
Населення — 131 особа (2011).
У 1975-1998 роках село належало до Цехановського воєводства.

## Демографія
Демографічна структура станом на 31 березня 2011 року:
|          | Загалом | Допрацездатний вік | Працездатний вік | Постпрацездатний вік |
| -------- | ------- | ------------------ | ---------------- | -------------------- |
| Чоловіки | 72      | 11                 | 48               | 13                   |
| Жінки    | 59      | 12                 | 29               | 18                   |
| Разом    | 131     | 23                 | 77               | 31                   |